# Халенберг
Халенберг (њем. Hallenberg) град је у њемачкој савезној држави Северна Рајна-Вестфалија. Једно је од 12 општинских средишта округа Хохзауерланд. Према процјени из 2010. у граду је живјело 4.462 становника. Посједује регионалну шифру (AGS) 5958020, NUTS (DEA57) и LOCODE (DE HHB) код.

## Географски и демографски подаци
Халенберг се налази у савезној држави Северна Рајна-Вестфалија у округу Хохзауерланд. Град се налази на надморској висини од 420 метара. Површина општине износи 65,4 km². У самом граду је, према процјени из 2010. године, живјело 4.462 становника. Просјечна густина становништва износи 68 становника/km².

## Међународна сарадња
| Мјесто | Држава    | Врста сарадње | Од    |
| ------ | --------- | ------------- | ----- |
| Ару    | Француска | партнерство   | 1979. |
| Извор  |           |               |       |